# لورا فيرارا
لورا فيرارا (من مواليد 11 سبتمبر 1983، نابولي) سياسية إيطالية ، تم انتخابها لأول مرة كعضو في البرلمان الأوروبي في عام 2014 وأعيد انتخابها في عام 2019.